# Scandale à la Belgique Joyeuse
Scandale à la Belgique Joyeuse est un film belge réalisé par Gaston Schoukens et sorti en 1959.

## Fiche technique
- Titre : Scandale à la Belgique Joyeuse
- Réalisation : Gaston Schoukens
- Scénario : Noël Barcy, Gaston Schoukens
- Photographie : Paul Flon
- Société de production : Coro Film
- Format : Noir et blanc
- Pays :  Belgique
- Durée : 92 minutes
- Genre : Comédie
- Année de sortie : 1959

## Distribution
- Jean-Marie de Ronchène
- Betty Love
- Paul Varlet